# Coppa Svizzera 1967-1968
La Coppa Svizzera 1967-1968 è stata la 43ª edizione della manifestazione calcistica. È iniziata l'8 settembre 1967 e si è conclusa il 15 aprile 1968. Questa edizione della coppa vide la vittoria finale del Lugano.

## Squadre partecipanti
| Basilea           |
| Bellinzona        |
| Bienne            |
| Grasshoppers      |
| Grenchen          |
| La Chaux-de-Fonds |
| Losanna           |
| Lucerna           |
| Lugano            |
| Servette          |
| Sion              |
| Young Boys        |
| Young Fellows     |
| Zurigo            |

| Aarau           |
| Baden           |
| Berna           |
| Brühl           |
| Chiasso         |
| Friburgo        |
| Moutier         |
| San Gallo       |
| Soletta         |
| Thun            |
| Urania Ginevra  |
| Wettingen       |
| Winterthur      |
| Xamax Neuchâtel |

| Amriswil          |
| Blue Stars Zurigo |
| Brunnen           |
| Frauenfeld        |
| Küsnacht          |
| Locarno           |
| Mendrisio         |
| Red Star Zurigo   |
| Sciaffusa         |
| Uster             |
| Vaduz             |
| Widnau            |
| Zugo              |

| Alle              |
| Breitenbach       |
| Burgdorf          |
| Concordia Basilea |
| Dürrenast         |
| Emmenbrücke       |
| Langenthal        |
| Minerva Berna     |
| Nordstern         |
| Old Boys Basilea  |
| Porrentruy        |
| St. Imier         |
| Zofingen          |

| Cantonal Neuchâtel |
| Chênois            |
| US Campagnes       |
| Étoile Carouge     |
| Fontainemelon      |
| Le Locle-Sports    |
| Martigny           |
| Monthey            |
| Raron              |
| Stade Lausanne     |
| Versoix            |
| Vevey              |
| Yverdon            |

| US Campagnes         |
| Chênois              |
| Ecublens             |
| Étoile Carouge       |
| Forward Morges       |
| Le Mont-sur-Lausanne |
| Lutry                |
| Malley               |
| Martigny             |
| Meyrin               |
| Monthey              |
| Plan-les-Ouates      |
| Raron                |
| Saint-Leonard        |
| Stade Lausanne       |
| Versoix              |
| Vevey                |
| Yverdon              |

| Aegerten-Brügg         |
| Bözingen 34            |
| Burgdorf               |
| Cantonal Neuchâtel     |
| Central Friburgo       |
| Corcelles/Cormondrèche |
| Couvet                 |
| Dürrenast              |
| Fleurier               |
| Fontainemelon          |
| Interlaken             |
| Le Locle-Sports        |
| Minerva Berna          |
| Portalban/Gletterens   |
| St. Imier              |
| Selzach                |
| Täuffelen              |
| Zähringia Berna        |

| Alle                     |
| Allschwil                |
| Breite Basilea           |
| Breitenbach              |
| Concordia Basilea        |
| Courrendlin              |
| Deitingen                |
| Frenkendorf              |
| Langenthal               |
| Menziken                 |
| Nordstern                |
| Old Boys Basilea         |
| Porrentruy               |
| Pratteln                 |
| Roggwil                  |
| Schöftland               |
| Schönenwerd-Niedergösgen |
| Trimbach                 |

| Wangen bei Olten     |
| Zofingen             |
| Bodio                |
| Brunnen              |
| Emmenbrücke          |
| Giubiasco            |
| Kickers Lucerna      |
| Locarno              |
| Melano               |
| Mendrisio            |
| Mezzovico            |
| Tresa                |
| Adliswil             |
| Amriswil             |
| Ballspielclub Zurigo |
| Blue Stars Zurigo    |
| Chur                 |
| Frauenfeld           |

| Gossau           |
| Industrie Zurigo |
| Küsnacht         |
| Lachen/Altendorf |
| Neuhausen        |
| Oberwinterthur   |
| Oerlikon         |
| Red Star Zurigo  |
| Sciaffusa        |
| Seebach          |
| Turicum          |
| Uster            |
| Vaduz            |
| Widnau           |
| Wil              |
| SC Zugo          |

### 1º Turno Eliminatorio
| Squadra 1                      | Risultato     | Squadra 2                |
| ------------------------------ | ------------- | ------------------------ |
| 3 settembre 1967               |               |                          |
| Regione di Zurigo              |               |                          |
| Adliswil                       | 3 - 1         | Wil                      |
| Blue Stars Zurigo              | 6 - 3         | Oerlikon                 |
| Gossau                         | 1 - 4         | Vaduz                    |
| Industrie Zurigo               | 2 - 0         | Sciaffusa                |
| Küsnacht                       | 1 - 2(d.t.s.) | Lachen/Altendorf         |
| Neuhausen                      | 0 - 1         | Amriswil                 |
| Seebach                        | 3 - 2         | Chur                     |
| Red Star Zurigo                | 3 - 2(d.t.s.) | Oberwinterthur           |
| Uster                          | 1 - 0(d.t.s.) | Ballspielclub Zurigo     |
| Widnau                         | 3 - 1         | Turicum                  |
| Zugo                           | 0 - 1         | Frauenfeld               |
| Regione Romancia               |               |                          |
| Campagnes                      | 5 - 3         | Meyrin                   |
| Chênois                        | 1 - 2         | Raron                    |
| Étoile Carouge                 | 1 - 2         | Versoix                  |
| Forward Morges                 | 3 - 1         | Saint-Leonard            |
| Lutry                          | 4 - 6         | Plan-les-Ouates          |
| Monthey                        | 3 - 2         | Martigny                 |
| Stade Lausanne                 | 1 - 3(d.t.s.) | Yverdon                  |
| Vevey                          | 2 - 1         | Malley                   |
| Ecublens                       | 2 - 2(d.t.s.) | Le Mont-sur-Lausanne     |
| 10 settembre 1963(Ripetizione) |               |                          |
| Le Mont-sur-Lausanne           | 0 - 2         | Ecublens                 |
| Regione di Berna               |               |                          |
| Aegerten-Brügg                 | 1 - 2         | Burgdorf                 |
| Corcelles/Cormondrèche         | 1 - 4         | Central Friburgo         |
| Dürrenast                      | 4 - 3         | Interlaken               |
| Fleurier                       | 2 - 1         | St. Imier                |
| Fontainemelon                  | 1 - 4         | Bözingen 34              |
| Selzach                        | 3 - 1         | Portalban/Gletterens     |
| Zähringia Berna                | 8 - 1         | Täuffelen                |
| Cantonal Neuchâtel             | 4 - 4(d.t.s.) | Le Locle-Sports          |
| Couvet                         | 1 - 1(d.t.s.) | Minerva Berna            |
| 9 settembre 1967(Ripetizione)  |               |                          |
| Le Locle-Sports                | 3 - 1         | Cantonal Neuchâtel       |
| 10 settembre 1967(Ripetizione) |               |                          |
| Minerva Berna                  | 2 - 0         | Couvet                   |
| Regione Nord-Ovest             |               |                          |
| Allschwil                      | 0 - 5         | Pratteln                 |
| Courrendlin                    | 0 - 4         | Frenkendorf              |
| Menziken                       | 1 - 2         | Breite Basilea           |
| Porrentruy                     | 3 - 1         | Deitingen                |
| Roggwil                        | 3 - 4         | Breitenbach              |
| Trimbach                       | 3 - 1         | Schönenwerd-Niedergösgen |
| Old Boys Basilea               | 1 - 3         | Concordia Basilea        |
| Wangen bei Olten               | 2 - 0         | Alle                     |
| Zofingen                       | 2 - 1         | Langenthal               |
| Schöftland                     | 3 - 1         | Nordstern                |
| 10 settembre 1967(Ripetizione) |               |                          |
| Nordstern                      | 2 - 1         | Schöftland               |
| Regione di Lucerna             |               |                          |
| Emmenbrücke                    | 3 - 0         | Kickers Lucerna          |
| Regione Ticino                 |               |                          |
| Brunnen                        | 2 - 1         | Melano                   |
| Mezzovico                      | 4 - 2         | Bodio                    |
| Tresa                          | 2 - 3(d.t.s.) | Locarno                  |
| Giubiasco                      | 3 - 3(d.t.s.) | Mendrisio                |
| 10 settembre 1967(Ripetizione) |               |                          |
| Mendrisio                      | 2 - 0         | Giubiasco                |

### 2º Turno Eliminatorio
| Squadra 1                      | Risultato     | Squadra 2         |
| ------------------------------ | ------------- | ----------------- |
| 17 settembre 1967              |               |                   |
| Adliswil                       | 0 - 2         | Amriswil          |
| Blue Stars Zurigo              | 2 - 0         | Uster             |
| Breitenbach                    | 2 - 1         | Zofingen          |
| Brunnen                        | 1 - 3         | Mendrisio         |
| Dürrenast                      | 1 - 0         | Minerva Berna     |
| Ecublens                       | 2 - 6         | Yverdon           |
| Fleurier                       | 0 - 3         | Plan-les-Ouates   |
| Forward Morges                 | 0 - 3         | Monthey           |
| Frauenfeld                     | 2 - 3         | Vaduz             |
| Lachen/Altendorf               | 2 - 1         | Industrie Zurigo  |
| Le Locle-Sports                | 5 - 1         | US Campagnes      |
| Mezzovico                      | 3 - 0         | Locarno           |
| Nordstern                      | 0 - 2         | Burgdorf          |
| Porrentruy                     | 5 - 2         | Bözingen 34       |
| Pratteln                       | 0 - 3         | Frenkendorf       |
| Raron                          | 2 - 1         | Versoix           |
| Red Star Zurigo                | 0 - 3         | Emmenbrücke       |
| Selzach                        | 2 - 4         | Concordia Basilea |
| Wangen bei Olten               | 2 - 4         | Breite Basilea    |
| Central Friburgo               | 2 - 2(d.t.s.) | Vevey             |
| Seebach                        | 2 - 2(d.t.s.) | Widnau            |
| Trimbach                       | 3 - 3(d.t.s.) | Zähringia Berna   |
| 24 settembre 1967(Ripetizioni) |               |                   |
| Vevey                          | 5 - 2         | Central Friburgo  |
| Widnau                         | 6 - 3         | Seebach           |
| Zähringia Berna                | 0 - 2         | Trimbach          |

### Trentaduesimi di Finale
| Squadra 1                                                    | Risultato     | Squadra 2         |
| ------------------------------------------------------------ | ------------- | ----------------- |
| 1 ottobre 1967                                               |               |                   |
| Squadre di Lega Nazionale B contro squadre di Prima Lega     |               |                   |
| Berna                                                        | 1 - 2(d.t.s.) | Breitenbach       |
| Burgdorf                                                     | 2 - 4         | Aarau             |
| Chiasso                                                      | 0 - 1         | Mendrisio         |
| Concordia Basilea                                            | 4 - 1         | Baden             |
| Friburgo                                                     | 0 - 1         | Le Locle-Sports   |
| Neuchâtel Xamax                                              | 2 - 1(d.t.s.) | Monthey           |
| Porrentruy                                                   | 4 - 5(d.t.s.) | Soletta           |
| Raron                                                        | 3 - 2         | Moutier           |
| San Gallo                                                    | 4 - 0         | Blue Stars Zurigo |
| Vevey                                                        | 2 - 0         | Urania Ginevra    |
| Winterthur                                                   | 10 - 1        | Vaduz             |
| Squadre di Lega Nazionale B contro squadre di Seconda Lega   |               |                   |
| Thun                                                         | 2 - 0         | Trimbach          |
| Wettingen                                                    | 1 - 1(d.t.s.) | Mezzovico         |
| 11 ottobre 1967(Ripetizione)                                 |               |                   |
| Mezzovico                                                    | 2 - 1         | Wettingen         |
| Squadre di Lega Nazionale B contro squadre di Terza Lega     |               |                   |
| Brühl                                                        | 8 - 0         | Frenkendorf       |
| Squadre di Prima Lega contro squadre di Prima Lega           |               |                   |
| Widnau                                                       | 0 - 1(d.t.s.) | Amriswil          |
| Squadre di Prima Lega contro squadre di Quarta e Quinta Lega |               |                   |
| Lachen/Altendorf                                             | 1 - 4         | Emmenbrücke       |
| Yverdon                                                      | 3 - 0         | Plan-les-Ouates   |
| Breite Basilea                                               | 2 - 2(d.t.s.) | Dürrenast         |
| 29 ottobre 1967(Ripetizione)                                 |               |                   |
| Dürrenast                                                    | 3 - 1         | Breite Basilea    |

### Sedicesimi di Finale
| Squadra 1                      | Risultato     | Squadra 2         |
| ------------------------------ | ------------- | ----------------- |
| 12 novembre 1967               |               |                   |
| Basilea                        | 2 - 1(d.t.s.) | Le Locle-Sports   |
| Bienne                         | 4 - 3         | Vevey             |
| Brühl                          | (Rinviata)    | Lucerna           |
| Concordia Basilea              | 1 - 5         | Sion              |
| Dürrenast                      | 1 - 0         | Breitenbach       |
| Emmenbrücke                    | 2 - 3         | Young Boys        |
| Mendrisio                      | 0 - 2         | Bellinzona        |
| Mezzovico                      | 0 - 6         | Zurigo            |
| Neuchâtel Xamax                | 4 - 2         | Losanna           |
| San Gallo                      | 2 - 1         | Grasshoppers      |
| Servette                       | 5 - 1         | Raron             |
| Thun                           | 2 - 1(d.t.s.) | Grenchen          |
| Winterthur                     | 3 - 0         | Amriswil          |
| Young Fellows                  | 2 - 1         | Soletta           |
| Aarau                          | 2 - 2(d.t.s.) | Lugano            |
| Yverdon                        | 0 - 0(d.t.s.) | La Chaux-de-Fonds |
| 21 novembre 1967(Ripetizione.) |               |                   |
| Lugano                         | 3 - 1         | Aarau             |
| 22 novembre 1967(Posticipo.)   |               |                   |
| Lucerna                        | 5 - 1         | Brühl             |
| 22 novembre 1967(Ripetizione.) |               |                   |
| La Chaux-de-Fonds              | 6 - 0         | Yverdon           |

### Ottavi di Finale
| Squadra 1        | Risultato     | Squadra 2         |
| ---------------- | ------------- | ----------------- |
| 10 dicembre 1967 |               |                   |
| Bienne           | 3 - 0         | La Chaux-de-Fonds |
| Lucerna          | 7 - 1         | Dürrenast         |
| Neuchâtel Xamax  | 4 - 5(d.t.s.) | Winterthur        |
| San Gallo        | 1 - 2         | Lugano            |
| Servette         | 1 - 0         | Bellinzona        |
| Thun             | 0 - 1(d.t.s.) | Young Fellows     |
| Young Boys       | 0 - 2         | Sion              |
| Zurigo           | 1 - 0         | Basilea           |

### Quarti di Finale
| Squadra 1                     | Risultato     | Squadra 2     |
| ----------------------------- | ------------- | ------------- |
| 25 febbraio 1968              |               |               |
| Bienne                        | 1 - 0         | Servette      |
| Lugano                        | 1 - 0         | Zurigo        |
| Winterthur                    | 2 - 1         | Young Fellows |
| Sion                          | 2 - 2(d.t.s.) | Lucerna       |
| 28 febbraio 1968(Ripetizione) |               |               |
| Lucerna                       | 4 - 0         | Sion          |

### Semifinali
| Squadra 1     | Risultato     | Squadra 2 |
| ------------- | ------------- | --------- |
| 17 marzo 1968 |               |           |
| Lucerna       | 2 - 4(d.t.s.) | Lugano    |
| Winterthur    | 2 - 1         | Bienne    |

### Finale
| Arbitro: | Clematide (Zollikofen) |

|                                                                                            |            |                                                                                           |
| Luttrop 11’ Simonetti 77’                                                                  | Marcatori  | 46’ Dimmeler                                                                              |
| Prosperi Egli Indemini Signorelli Pullica Coduri Gottardi Lusenti Simonetti Luttrop Brenna | Formazioni | Caravatti Kehl Fehr Zigerlig Havenith Odermatt Meili Rutschmann Dimmeler Konietzka Oettli |
| Maurer                                                                                     | Allenatori | Hüssy                                                                                     |